# Első pun háború
Az első pun háborút Szicília birtoklásáért vívta a Római Köztársaság és Karthágó, miután a sziget nagy része a Kr. e. 3. század 70-es éveiben Karthágó fennhatósága alá került. Római szemszögből ez volt az első a pun háborúk sorában.

## Előzmények
A Messzana városát Kr. e. 264-ben elfoglaló mamertinus zsoldosok az őket fenyegető Szürakuszai ellenében mind Rómához, mind Karthágóhoz fordultak segítségért. A térség két nagyhatalma között ezzel vette kezdetét a Szicíliáért vívott háború. Róma Itália lakosságából toborzott sereggel harcolt. Karthágó nem tudott saját lakosságából kiállítani haderőt, mivel a városi lakosságon túl rabszolgák művelték a földeket, parasztság nem volt, egyéb területei a Mediterráneumban szétszórtan helyezkedtek el. A karthágói sereget épp ezért idegen zsoldosokból szervezték. Az első pun háború szicíliai hadszínterén ligur, ibér, kelta és görög (főként spártai) zsoldosok harcoltak Karthágó érdekeiért. Az afrikai oldalon vezetett hadjáratokban már észak-afrikai (főleg numidiai) harcosok is részt vettek, illetve a rettegett baleári ibér parittyások is. Karthágói polgár csak akkor harcolt, ha közvetlenül a várost támadta meg az ellenség.

## A háború lefolyása

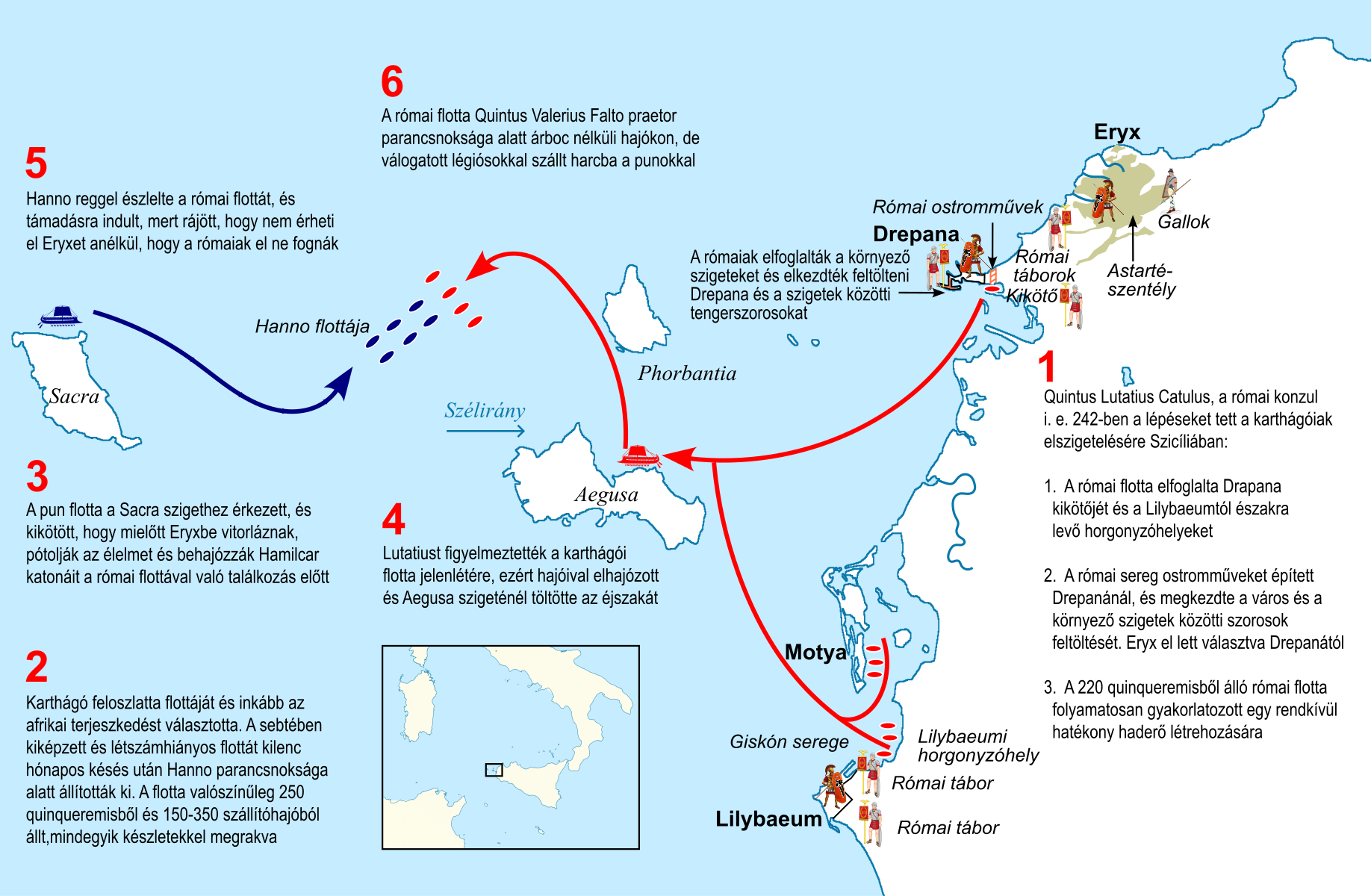
Az Egadi-szigeteki csata előzményei

Az első pun háború Afrikában, i.e. 256–255.

A partra szálló római csapatok (két légió) vereséget mértek az ekkor már szövetséges punokra és szürakuszaiakra, mire Kr. e. 263-ban II. Hierón szürakuszai király békét kötött Rómával. Akragasz (Agrigentum) bevétele (Kr. e. 261) viszont néhány várost Karthágó felé fordított. Mivel Róma számára nyilvánvaló volt, hogy a háború megnyeréséhez a tengeren is diadalmaskodnia kell, gyors ütemben kiépítette flottáját – közben a karthágói hajóhad az itáliai tengerpartot pusztította. Ennek érdekében lemásolták a karthagói hajókat, és sajátjaikat egy hatékony újítással, a corvusszal szerelték fel. Ez egy horgas végű, tehát a másik hajóba akasztható csapóhíd volt, amit az ellenséges hajóba lehetett akasztani, átkelni rajta, és a közelharcban hatékonyabb katonáik szinte mindig legyőzték a karthágóiakat. Az új hajóhad Liparánál még vereséget szenvedett, de Kr. e. 260-ban Marcus Caius Duilius vezetésével a mylaei csatában jelentős győzelmet ért el. Kr. e. 259-ben római kézre került Korzika, majd a következő évben Szardínia, ahol a gyáva karthágói parancsnokot saját katonái feszítették meg. 
Szicíliában Henna és Kamarína elvesztésével a pun erők a sziget nyugati csücskébe szorultak vissza. Róma ekkor expedíciós haderőt szerelt fel, hogy Afrikában mérjen csapást ellenfelére. A hajóhadnak Kr. e. 256-ban az Eknomosz-foki csatában kivívott győzelme lehetővé tette a Marcius Atilius Regulus consul vezette csapatok partraszállását. Regulus Tunisz bevételével Karthágó közvetlen közelébe jutott, ám Kr. e. 255-ben a Bagradasz folyónál vívott tuniszi csatában döntő vereséget szenvedett. Ennek egyik alapvető oka az volt, hogy a karthágóiak a had vezetését a rendkívül tehetséges spártai Xanthippusra bízták, a másik pedig, hogy itt vetették be először harci elefántjaikat a rómaiak ellen.
A kb. 2000 túlélő a nagyon jól védhető Aspis erődjébe szorult vissza. Mivel pedig Xanthippus a tuniszi csata után lemondott a karthágói sereg parancsnokságáról (a fáma szerint félt, hogy a féltékeny karhágói hadvezérek orgyilkost küldenek rá), a rómaiak ki tudtak tartani a felmentő flotta érkezéséig: Róma 350 hadi- és 300 szállítóhajót küldött az inváziós sereg maradékénak kimenekítésére. Ez a flotta a Hermion-foki csatában elűzte a karthágói flottát, és a felmentő sereg partra tudott szállni Észak-Afrikában. Itt rajtaütött az ostromlókon, végigrabolta a környék falvait, majd az egykori inváziós haddal fedélzetén elindult Szicília felé. A sziget déli csücske, a Passero-fok előtt azonban nagy viharba keveredtek, és a hajók nagy többsége elsüllyedt. Az áldozatok számát a történészek 100 ezer főre becsülik (nagy részük nem katona volt, hanem tengerész, illetve evezős rabszolga). A tragédiához hozzájárult a corvus, amely a viharos szélben instabillá tette a hajókat. Számos történész ezt tartja a történelem legsúlyosabb hajókatasztrófájának.
A küzdelem ezután Szicíliára összpontosult. Kr. e. 253-ban a rómaiak elfoglalták Panormoszt, és két évvel később a város falai előtt Lucius Caecilius Metellus több mint száz harci elefántot zsákmányolva aratott nagy győzelmet. Az újjáépített római flotta a drepanumi csatában Kr. e. 249-ben újabb kudarcot vallott, és gyakorlatilag ismét teljesen megsemmisült. Kr. e. 247-ben a szicíliai pun erők parancsnokságát Hamilkar Barkasz vette át, és több éven át sikerrel állt ellen a támadó rómaiaknak.
A háborúban mindkét fél egyre jobban kimerült, ám Róma még egyszer összeszedte tartalékait. Miközben Kr. e. 242-ben Lilybaenum és Drepanum elestével a punok elvesztették utolsó fontos támaszpontjaikat Szicíliában, a köztársaság újra felszerelt egy flottát. A Caius Lutatius Catulus vezette hajóhad az Egadi-szigeteki csatában (Kr. e. 241) döntő diadalt aratott. A vereség hatására Karthágó békekötésre kényszerült. Róma Szürakuszai és környéke kivételével megkapta Szicíliát, és a szigeten megszervezte első provinciáját. A karthágóiak nagy hadisarcot fizettek. A vereség hatására a zsoldosok felkelést robbantottak ki Karthágóban, amit Róma újabb területek (Szardínia és Korzika) elfoglalására használt fel. Ez tovább növelte a feszültséget a két állam között.